# Grote Kerk (Neede)
De Grote Kerk is een protestantse kerk in de Nederlandse plaats Neede. De oorspronkelijke kerk is rond 1506 gebouwd en kwam in 1616 in handen van de protestanten. Op de toren na, is de kerk in 1846 gesloopt en vervangen door een waterstaatskerk. In september 1945 brandde de kerk af door vermoedelijk kortsluiting. De jaren erna werd de kerk herbouwd, waarbij de toren in originele staat. De kerk werd in maart 1949 ingewijd.
De toren is in 1966 aangewezen als rijksmonument.